# U-Bahnhof Schloß Broich
Der U-Bahnhof Schloß Broich ist eine Haltestelle der Straßenbahn in Mülheim an der Ruhr. Sie wird von der Stadtbahn Duisburg und der Straßenbahn Mülheim an der Ruhr betrieben. Sie liegt im Verlauf der Stadtbahnteilstrecke Schloß Broich–Mülheim Hbf.
Der Name der Station wird entgegen der Reform der deutschen Rechtschreibung von 1996 offiziell weiterhin mit ß geschrieben.

## Geschichte
Vor Eröffnung der unterirdischen Streckenführung wurde die oberirdische Trasse über die Schlossbrücke, direkt am Schloss Broich vorbei, zur Duisburger Straße geführt. Jede der Straßenbahnlinien bediente eine weitere Haltestelle (Prinzeß-Luise-Straße, Linie 102, und Rosendahl, Linie 901), die nach Inbetriebnahme der unterirdischen Linienführung nur von Buslinien angefahren werden.
Der U-Bahnhof sollte ursprünglich – ebenso wie der benachbarte U-Bahnhof Mülheim Stadtmitte – auch Halt der Stadtbahnlinie U 18 werden. Daher wurde er mit Hochbahnsteigen geplant, die auch gebaut wurden. Da ein Mischbetrieb von Straßenbahn und Stadtbahn vorgesehen war, wurden die Bahnsteige als Mischbahnsteige mit einem Hochflur- und einem Niederflurabschnitt ausgeführt. Die ursprünglichen Hochflurbahnsteige waren lang genug, um Halt der U 18 zu werden. Beim Stadtbahnbau entschied man sich jedoch, längere Niederflurfahrzeuge auf den Linien 102 und 901 einzusetzen, sodass die Hochbahnsteige während des Baus gekürzt wurden. Damit war ein Halt der U 18 in üblicher Doppeltraktion nicht mehr möglich.

## Lage
Die Haltestelle liegt östlich der Innenstadt im Stadtteil Broich, unmittelbar an der Ruhr. Fußläufig erreichbar sind verschiedene kulturelle Einrichtungen und Anlagen, insbesondere das namensgebende Schloss Broich. Etwas weiter hinter dem Schloss befindet sich der Ringlokschuppen, ein Industriedenkmal, das in den frühen 1990er-Jahren zu einer Freizeitstätte umfunktioniert wurde. Des Weiteren liegt die Haltestelle an der B 223.
Unweit liegt der 1968 stillgelegte und 1982 rückgebaute Bahnhof Mülheim-Broich, der über die ehemaligen Bahnstrecken Mülheim-Broich–Kettwig und Mülheim-Broich–Mülheim-Speldorf bedient wurde.

## Anbindung
Der U-Bahnhof wird von den Straßenbahnlinien 102 (Ruhrbahn) und 901 (DVG) bedient. Diese haben am U-Bahnhof Mülheim Stadtmitte Anschluss an das übrige Straßenbahnnetz, sowie am Hauptbahnhof an die U 18. Die beiden Straßenbahnlinien halten nur am Niederflurbahnsteig des gemischten Hoch- und Niederflurbahnsteiges.
| Linie | Linienverlauf | Takt                                      |
| ----- | --- | ----------------------------------------- |
| 102   | Oberdümpten – Dümpten – Aktienstraße – Mülheim Hbf – Stadtmitte – Schloß Broich – Broich – Uhlenhorst | 15 min (10 min an Schultagen von 7-9 Uhr) |
| 901   | DU-Obermarxloh – Marxloh Pollmann – Bruckhausen – Beeck – Laar – Scholtenhofstraße1 – Ruhrort Bf – Ruhrort Friedrichsplatz – Kaßlerfeld – Rathaus – König-Heinrich-Platz – Duisburg Hbf – Zoo/Uni2 – Mülheim-Raffelberg – Speldorf – Schloß Broich – MH-Stadtmitte – Mülheim Hbf Zur HVZ mit zusätzlicher Fahrt zwischen 1 und 2 jeweils 5 Minuten abweichend auf den Regeltakt | 15 min                                    |

Es besteht Umsteigemöglichkeiten zu verschiedenen Buslinien, die teilweise gemeinsam von der Ruhrbahn, der Rheinbahn Düsseldorf und den Stadtwerken Oberhausen betrieben werden.
| Linie | Linienverlauf | Takt                        | Betreiber        |
| ----- | --- | --------------------------- | ---------------- |
| 125   | Oberhausen-Wehrstraße – Dümpten – Sellerbeckstraße – Eppinghofen – Mülheim Hbf – Mülheim Stadtmitte – Schloß Broich – Broich – Speldorf (– Peterstraße) – Südhafen – Ruhrorter Straße | 15 (30) min                 | Ruhrbahn         |
| 131   | Gustav-Heinemann-Schule / Boverstr. – Mülheim-Winkhausen – Mülheim Hbf – Mülheim Stadtmitte – Schloß Broich – Broich – Saarn Lindenhof – Mülheim-Selbeck – Ratingen-Breitscheid Flurstraße | 30 min                      | Ruhrbahn         |
| 135   | (Nordhafen – HafenCenter) – Mülheim Hbf – Mülheim Stadtmitte – Schloß Broich – Saarn – Saarner Kuppe | 15/7,5 von 6-9 Uhr (15) min | Ruhrbahn         |
| 752   | Mülheim Hbf – MH-Stadtmitte – Schloß Broich – MH-Saarn, Friedrich-Freye-Straße;– MH-Selbeck, Stooter Straße – Ratingen-Breitscheid, Krummenweg – Lintorf, Friedhof – Am Kämpchen – Rehhecke – Lintorf, Rathaus – Tiefenbroicher Straße – ( Ratingen-Tiefenbroich, Annastraße – Ratingen, Kaiserswerther Straße – Ratingen-West, Dieselstraße – Eckampstraße – Düsseldorf, Neu-Lichtenbroich – ) Mörsenbroich, Heinrichstraße – D-Derendorf – Pempelfort, Münsterstraße/Feuerwache – Stadtmitte, Jacobistraße (Pempelforter Straße , 200 m) – Oststraße – Düsseldorf Hbf \|\| \|\| Ruhrbahn / Rheinbahn |                             |                  |
| NE9   | Duisburg Hbf Osteingang – Zoo/Uni – Mülheim-Raffelberg – Speldorf – Schloß Broich – MH-Stadtmitte – Dieter-aus-dem-Siepen-Platz – Aktienstraße – Winkhausen – Essen Abzweig Aktienstraße | 60 min                      | Ruhrbahn         |
| NE10  | OB-Sterkrade Bf – Schloss Oberhausen – Neue Mitte Oberhausen – Knappenmarkt – Oberhausen-Wehrstraße – Mülheim-Dümpten – Mülheim Hbf Nordeingang(←)/Dieter-aus-dem-Siepen-Platz(→) – Mülheim Stadtmitte – Schloß Broich – Broich – Saarn Alte Straße → Saarner Kuppe – Oemberg ← Saarn Lindenhof | 60 min                      | Ruhrbahn / STOAG |